# Гуляйполе
Гуляйполе (на украински: Гуляйполе) е град в Украйна, административен център на Гуляйполски район, Запорожка област. Към 1 януари 2011 година населението на града е 14 556 души.През 1938 година получава статут на град.

## География
Град Гуляйполе се намира в долината на река Гайчур (името на водоема е етимологизирано от тюркските езици – гай „свободна“ + чул „степ“)[2], нагоре по течението на разстояние 3,5 км е селото на Марфопил, надолу по течението на разстояние 1,5 км е село Грийн. Намира се на 8 км от едноименната жп. гара и на 98 км от областния център на Запорожие (магистрали Н08 и Т 0814). На север област Гуляйполе граничи с Днепропетровска област, на изток – с Донецк.

## История
Село Гуляйполе е основано през 1770-те години на територията на бившите земи на Калмиуската паланка на свободите запорожски низови войски в контекста на политиката на Руската империя за населяване и развитие на завладените запорожки свободи.
През 1785 г. управителният съвет на Екатеринославска губерния разпорежда Новомосковския земски съд да създаде и подреди държавното военно селище Гуляйполе край Гайчур при Калмичка. Твърдението на някои краеведи, че името на селището е дадено от имигранти от град Гуляйполе (част от съвременния Новомирград – областния център на Кировоградска област), не издържа на никаква критика и се основава единствено на предположения. Понастоящем е добре известно и потвърдено от архивни данни, че първите заселници са пристигнали в новообразуваното селище от територията на Стародубска област, а по-късно Киевска област, Черниговска област, Полтавска област и Слободска Украйна. Името на селището отразява естеството на района, където е основано. Селището традиционно е било разделено на стотици – административно-териториални единици. Така се заселват подолийската, пищанската, гурянската, вербовската, бочанската, харсунската и по-късно полска стотици. През 1794 г. селището е имало 150 двора.
През 1797 г. е построена дървена православна църква „Въздвижение на честния и животворящ Христос“, а Гуляйполе става общински център на окръг Александровка в Екатеринославска губерния.
Жителите на региона активно се занимават със земеделие и животновъдство. Развива се търговията. През 1859 г. в Гуляйполе се провежда първият панаир. Има повече от петдесет търговски компании с общ оборот от 1 милион рубли. До тях имаше голям брой магазини. Търговията допринася за притока на население. Ако през 1810 г. тук са живели 1852 души, през 1859 г. –  вече 2521 души.
В периода след реформата в Гуляйполе се появяват индустриални предприятия едно след друго. През 1882 г. започва работа завода за селскостопанска техника Krieger. Десет години по-късно, друг такъв завод и парна мелница е открит от капиталиста Кернер. И двете фабрики произвеждат комбайни, конни вършачки, чопъри и т.н. Земеделският собственик Шрьодер също има голяма парна мелница. През следващите години са пуснати в експлоатация каруци и дестилерии, няколко маслобойни и складове. В селото има 18 магазина, а около три дузини търговци търгуваха. През 1898 г. наблизо е положена железопътната линия Чаплине – Бердянск, което се отразява положително върху икономическото развитие на селото.
От средата на 19 до началото на 20 век село Гуляйполе се превръща в търговски и индустриален град. През 1913 г. тук са живели 16 150 души.
В Гуляйполе има 2 завода за селскостопански машини, четири дестилерии и една пивоварна. В Гуляйполе има три парни мелници и още десетки в околните села, които бяха част от Хуляйпилската енория.Освен тях наоколо има голям брой селски вятърни мелници. Освен това в Гуляйполе има две фабрики за тухли и плочки и дванадесет в села и махали.
Наред с индустриалните предприятия, в селото има дузина малки, полузанаятчийски производства – работилница за файтони, няколко за глинени съдове, както и маслобойни, ковачни, дърводелски и други работилници.
От 1884 г. до Първата световна война на всеки три години в Гуляйполе се провеждат земеделски изложби и търгове на селскостопански и промишлени продукти.
След Първата световна война и съветско-украинските войни в Гуляйполе настъпват нови социално-икономически трансформации, причинени от смяната на държавната власт и политическия режим.
Гуляйполе станва широко известен по време на съветско-украинската война. Тук през 1919 – 21 години се помещава центърът на движението Махно . Нестор Махно е роден и израснал тук .
По време на глада през 1932 – 1933 г. загиват най-малко 108 жители. 
На 5 октомври 1941 г. в резултат на германското настъпление съветските войски напускат града. През есента на 1943 г. съветските войски се завръщат в Гуляйполе.

## Икономика
- „Силмаш“ завод.
- „Земеделска къща“.
- Гуляйполки машиностроителен завод.
- Гуляйполски завод за сирене.
- „Гуляйполски асансьор“.
- Гуляйполки завод за бои и лакови изделия, отворено дружество.
- Гуляйполки „Раявтодор“.

## Средства за масово осведомяване
Huliaipole.City е градско онлайн издание, стартирано през ноември 2016 г. от служителите на вестник „Гласът на Гуляйполе“ и Агенцията за развитие на местните медии „Або“.

## Забележителности и култура
Центърът на града е исторически архитектурен ансамбъл от сгради, посветени на исторически събития, свързани с революционната дейност на легендарния водач на селското анархистическо движение в Южна Украйна (1918 – 1921) Нестор Махно.
Можете да научите за махновизма, известните сънародници и етнографията на региона от експозицията на Гуляйполския краеведски музей.
От 2006 г. ежегодният музикален и литературен фестивал „Ден на независимостта с Махно“ (MakhnoFest) се провежда в Гуляйполе в края на август. Той не се провежда от 2009 година.
На 6 ноември 2018 г. в града високо и творчески се отбеляза 130-годишнината от рождението на известния народен лидер, украинския революционер Нестор Махно 

## Известни личности
- Нестор Махно – (1888 – 1934) – анархист, командир на Революционната въстаническа армия на махновци